# 32 грудня
«32 грудня» — російська кінокомедія, прем'єра якої відбулася в 2004 році.

## Сюжет
Троє літніх друзів, у тому числі колишній гіпнотизер і немолода Маргарита Миколаївна (її грає Ада Роговцева), яка не втратила чарівності, проживають в заміському будинку престарілих. Готуючись до зустрічі Нового року, вони письмово звертаються зі своїми проханнями до Санта-Клауса. В результаті гіпнотизер знову повертає свої здібності. А в новорічну ніч виконується заповітне бажання всіх трьох — хоча б на одну ніч знову стати молодими.

## У ролях
- Андрій Мягков — Сергій Петрович
- Армен Джигарханян — Карен Завенович
- Ада Роговцева — Маргарита Миколаївна
- Олексій Чадов — Антон / Сергій в молодості
- Василь Слюсаренко — Карен в молодості
- Алла Юганова — Маргарита в молодості
- Микола Караченцов — двірник
- Юрій Бєляєв — «Джокер»
- Федір Добронравов — шулер «Гек»
- Сергій Астахов — шулер «Чук»
- Ольга Сутулова — Ніка, наречена Антона
- Лариса Кузнєцова — Віра, мама Антона
- Віктор Раков — Вадим, тато Антона
- Євгенія Добровольська — Маша
- Сергій Угрюмов — Паша
- Володимир Меньшов — Юрій Іванович
- Єгор Пазенко —  третій бандит
- Андрій Шарков — водій мікроавтобуса

## Знімальна група
- Автори сценарію: Олексій Колмогоров, Володимир Єрьомін
- Режисер: Олександр Муратов
- Оператор: Валерій Мартинов
- Пісні, в авторському виконанні: Вероніка Доліна